# Automobile Club de l'Ouest
L'Automobile Club de l'Ouest (ACO) (Automobile Club dell'Ovest - con riferimento alla regione occidentale della Francia) è la più grande associazione motoristica francese. Fondato nel 1906 da appassionati di sport motoristici, ha sede a Le Mans. Ha istituito la nota competizione automobilistica 24 Ore di Le Mans.
Gli scopi usuali dell'associazione sono la tutela degli interessi degli associati in materia di costruzione e manutenzione stradale, scuole guida e divulgazione di concetti di sicurezza nella guida e la introduzione di innovazioni tecnologiche nelle vetture di nuova progettazione. Mantiene anche un servizio di pronto intervento stradale a favore degli associati.

## Storia
La storia dell'ACO comincia con l'antenato Automobile Club de la Sarthe, fondato anch'esso nella città di Le Mans. Nel 1906 e con l'aiuto dell'Automobile Club di Francia organizza una competizione su tracciato di strade pubbliche locali, gara successivamente evolutasi nel Gran Premio di Francia.
Dopo la Prima guerra mondiale, l'ACO rivolge la sua attenzione nel progetto di un circuito più breve, ancora sulle strade pubbliche: Georges Durand, segretario dell'associazione, l'editore Charles Faroux ed il produttore di pneumatici Emile Coquille sviluppano l'idea per una corsa della durata di 24 ore. La prima edizione della 24 Ore di Le Mans si tiene nel 1923.
Nel 2006 l'ACO ha festeggiato il centenario della fondazione.

## I presidenti
- Adolphe Singher (1906-1910);
- Gustave Singher (1910-1947);
- Paul Jamin (1947-1951);
- Jean-Marie Lelievre (1951-1973);
- Raymond Gouloumes (1973-1992);
- Michel Cosson (1992-2003);
- Jean-Claude Plassart (2003-2012).
- Pierre Fillon (2012-)

## Eventi organizzati
L'ACO è responsabile della predisposizione dei regolamenti tecnici delle vetture utilizzate in diverse competizioni, soprattutto per quanto riguarda le corse di sport prototipi. L'ACO ha organizzato in passato e tuttora organizza e sostiene le seguenti corse e campionati: 
- 24 Ore di Le Mans
- 24 Ore di Le Mans Moto
- Le Mans Classic
- Gran Premio motociclistico di Francia
- 1000 km di Le Mans
- American Le Mans Series
- European Le Mans Series
- Le Mans Series
- Japan Le Mans Challenge
- Asian Le Mans Series
- Formula Le Mans
- Intercontinental Le Mans Cup